# Toni Morosani
Anton „Toni” Morosani (Davos, 1907. június 20. – Davos, 1993. június 8.) Európa-bajnok, olimpiai és világbajnoki bronzérmes, Spengler-kupa győztes, nemzeti bajnok svájci jégkorongozó.
Az 1928. évi téli olimpiai játékokon a svájci válogatottal vett részt a jégkorongtornán. Az első mérkőzésen Ausztria ellen 4–4-et játszottak, majd a németeket verték 1–0-ra. Így a csoportban az első helyen bejutottak a négyes döntőbe, ahol először elverték a briteket 4–0-ra, majd kikaptak a svédektől 4–0 és a kanadaiaktól 13–0-ra. Ezek után a bronzérmesek lettek. Ez az olimpia egyben Európa- és világbajnokság is volt, így Európa-bajnoki ezüstérmesek és világbajnoki bronzérmesek is lettek.
Klubcsapata a svájci HC Davos volt 1925 és 1932 között. 1926-ban, 1927-ben, valamint 1929 és 1932 között svájci bajnok volt. 1927-ben megnyerték a Spengler-kupát. 1932–1933-ban egy évre az Akademischer EHC Zürich játékosa lett majd 1933 és 1938 között a Grasshopper Club Zürichben játszott.
Az 1926-os jégkorong-Európa-bajnokságon aranyérmes lett. Az 1932-esen pedig bronzérmes.
Visszavonulása után szállodaigazgató, majd tulajdonos lett. Részt vett a helyi politikai életben is és a volt csapatának, a HC Davosnak az elnöki posztját is betöltötte.